# Blaberus discoidalis
Blaberus discoidalis es una especie de insecto blatodeo de la familia Blaberidae. Comparte con el resto de sus congéneres uno de los mayores tamaños entre las cucarachas. Serville la identificó como la forma masculina de Blabera varians, mientras que la femenina de esta especie era Blaberus craniifer.

## Distribución geográfica
Se encuentra en Jamaica, Haití, Cuba, Puerto Rico, Panamá, Colombia, Venezuela, Trinidad y Tobago y el estado de Florida en Estados Unidos.

## Sinónimos
- Blabera cubensis Saussure, 1864
- Blabera rufescens Saussure & Zehntner, 1894
- Blabera subspurcata Walker, 1868
- Blabera varians Serville, 1839